# إيفار إسكيلاند
إيفار إسكيلاند (بالنرويجية البوكمول: Ivar Eskeland)‏ هو كاتب سير وكاتب ومترجم نرويجي، ولد في 30 نوفمبر 1927، وتوفي في 23 ديسمبر 2005.